# Eraclea
Eraclea är en ort och kommun i storstadsregionen Venedig, innan 2015 provinsen Venedig, i regionen Veneto i nordöstra Italien vid Adriatiska havet cirka 45 km nordost om Venedig. Kommunen hade 12 206 invånare (2018).

## Eracleamare

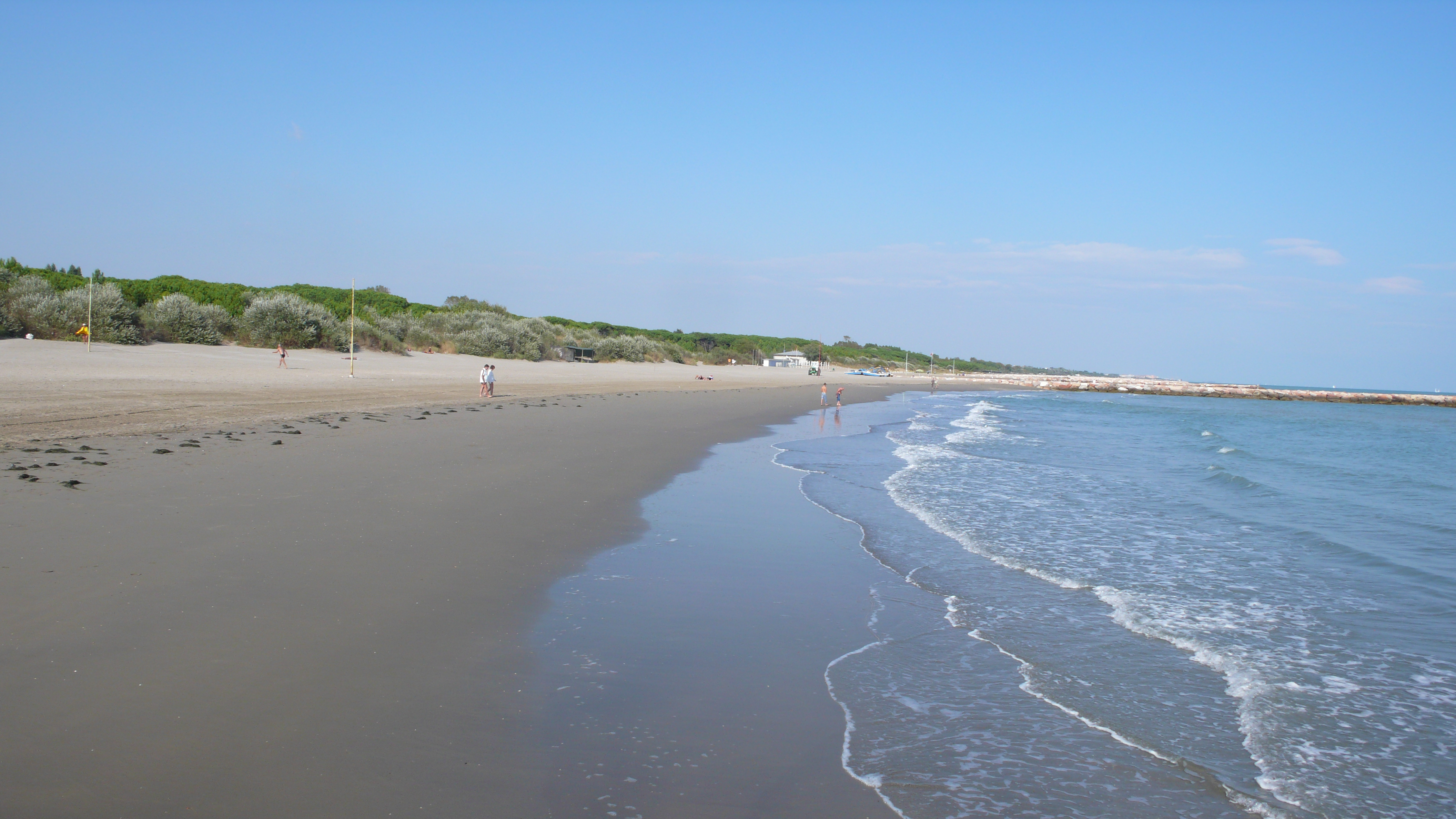
Sandstrand

Eraclea har en sandstrand som är cirka 6 km lång, Eracleamare. Det finns också en lång paradgata med en hel del småtorg.